# Les Bans
Les Bans (3669 m n.p.m.) – szczyt w Alpach Delfinackich, części Alp Zachodnich, w grupie górskiej Écrins. Leży w południowo-wschodniej Francji w regionie Owernia-Rodan-Alpy, w granicach Parku Narodowego Écrins. Na jego północnych zboczach bierze swój początek lodowiec Pilatte.
Szczyt można zdobyć ze schronisk Refuge des Bans (2076 m n.p.m., u południowo-wschodnich podnóży) i Refuge de la Pilatte (2572 m n.p.m., u północnych podnóży). Góra posiada cztery wyróżniające się szczyty: południowy, najwyższy (3669 m n.p.m.), północno-zachodni (3630 m n.p.m.), wierzchołek ramienia północno-zachodniego (3475 m n.p.m.) oraz północny (3662 m n.p.m.).
Pierwszego wejścia dokonał W.A.B. Coolidge z przewodnikami Christianem Almerem i Ulrichem Almerem 14 czerwca 1878 r.

## Gallery

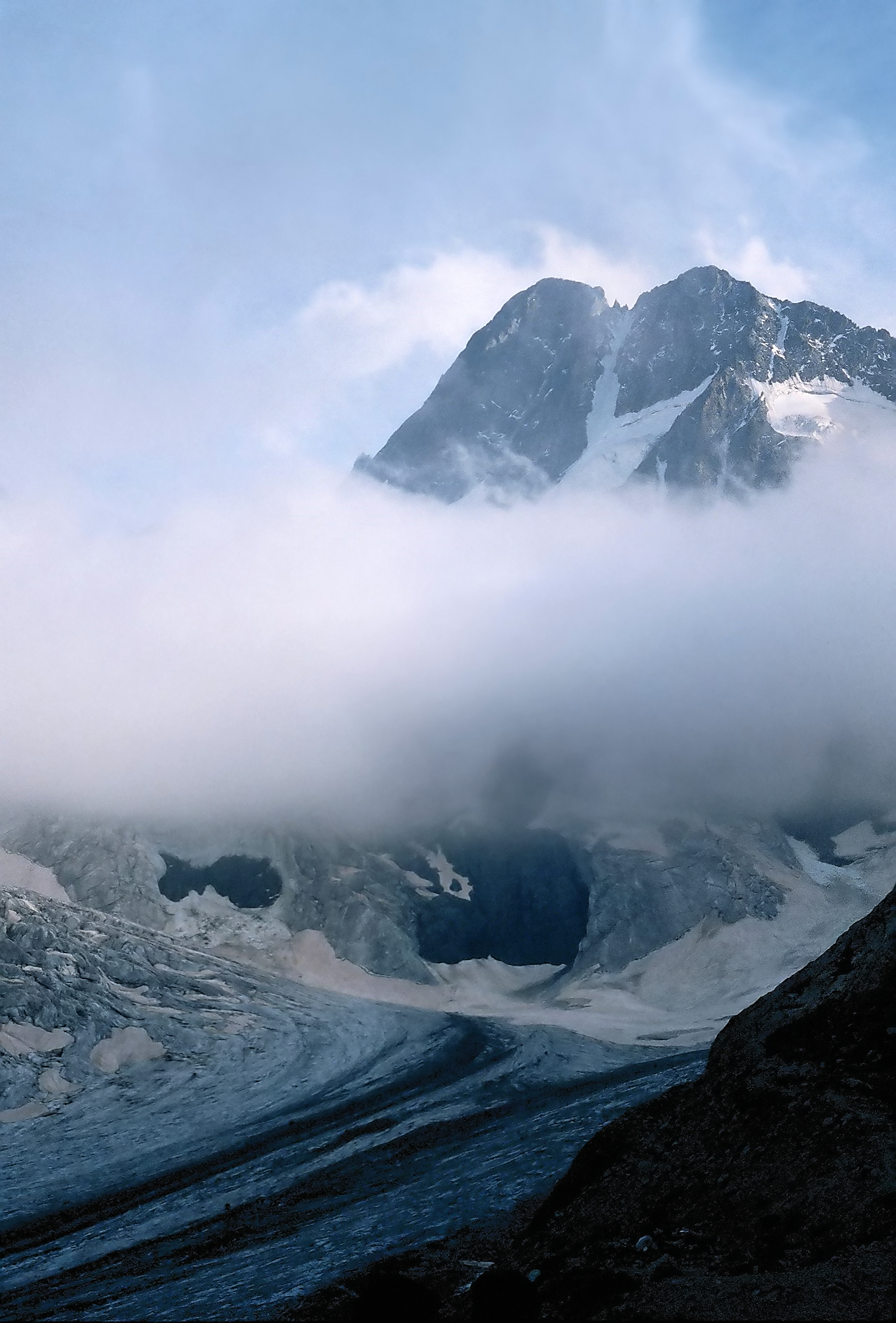
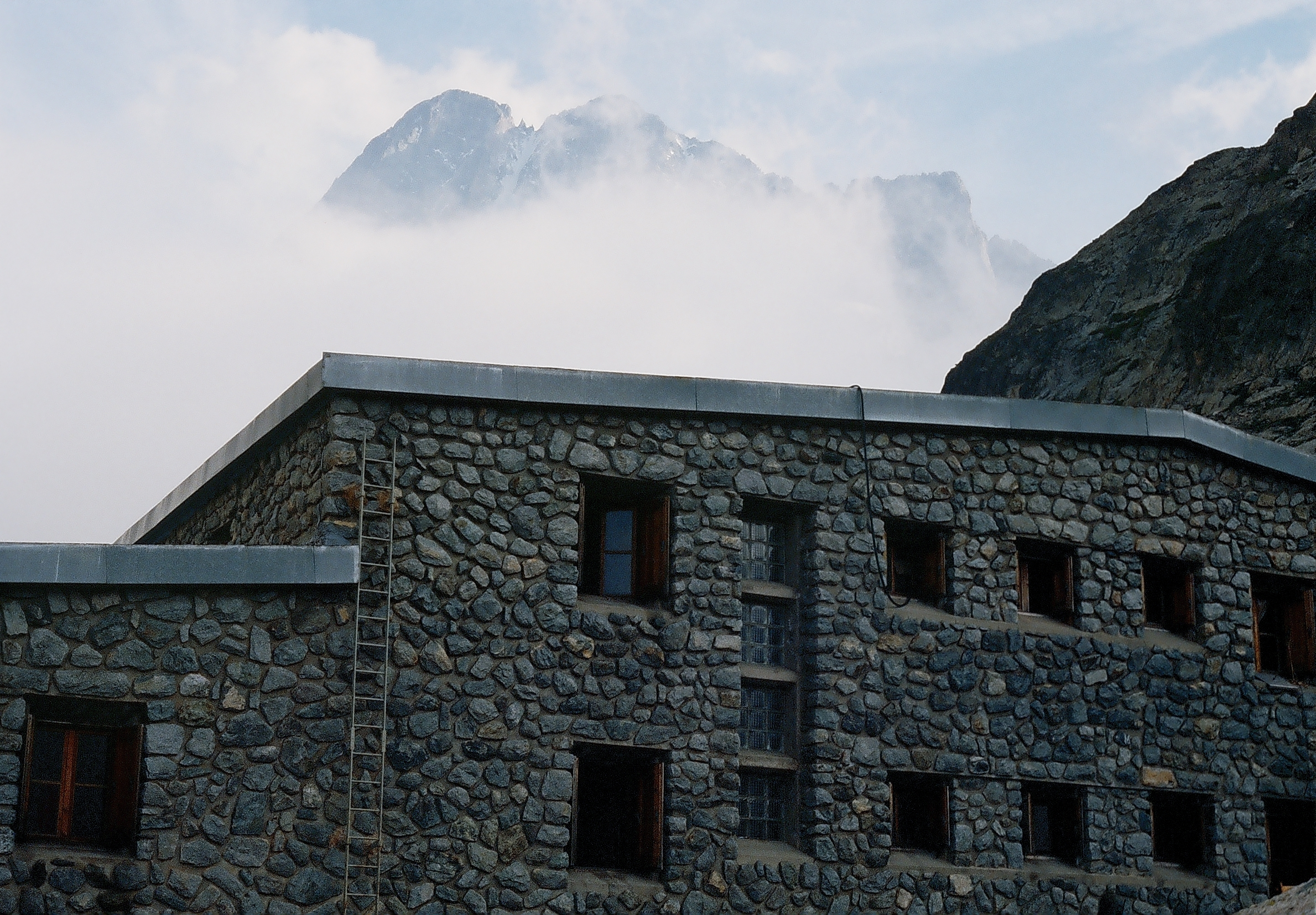